# Adam Gunn
Adam Beattie Gunn  (ur. 24 grudnia 1872 w Golspie w Szkocji, zm. 17 sierpnia 1935 w Greenock, również w Szkocji) – amerykański lekkoatleta, wicemistrz olimpijski z 1904 z Saint Louis.
Urodził się i wychował w Szkocji. Później wyemigrował do Stanów Zjednoczonych, gdzie znalazł pracę w przedsiębiorstwie dostarczającym elektryczność w Buffalo. W 1899 otrzymał obywatelstwo amerykańskie.
Uprawiał wiele dyscyplin sportu, ale największe sukcesy odniósł w lekkoatletyce. W 1901 i 1902 był mistrzem Stanów Zjednoczonych w konkurencji all-around poprzedniku obecnego dziesięcioboju.
Wystąpił w tej konkurencji na igrzyskach olimpijskich w 1904 w Saint Louis. Składała się z dziesięciu konkurencji rozgrywanych w ciągu jednego dnia (miejsca Gunna w poszczególnych konkurencjach są podane w nawiasach): bieg na 100 jardów (4. miejsce), pchnięcie kulą (1. miejsce), skok wzwyż (2. miejsce), chód na 880 jardów (4. miejsce), rzut młotem (3. miejsce), skok o tyczce (1. miejsce), bieg na 120 jardów przez płotki (2. miejsce), rzut 56-funtowym ciężarem (3. miejsce), skok w dal (3. miejsce), bieg na milę (3. miejsce). Po 7 konkurencjach prowadził, ale w końcu musiał uznać wyższość Irlandczyka Toma Kiely'ego (reprezentującego Wielką Brytanię) i zajął 2. miejsce.